# Wilhelm von Breymann
Wilhelm von Breymann Barquero es un empresario turístico y político costarricense. Ejerció el cargo de Ministro de Turismo de Costa Rica entre el 8 de mayo de 2014 y el 21 de abril de 2015, año en que renunció tras que empresarios del sector turismo manifestaran descontento en cuanto a su función. Von Breymann es fundador de las agencias de viaje Costa Rica Trails/Panama Trails dedicadas al turismo y su director general. Von Breymann fue también el primer político abiertamente gay en desempeñarse como ministro de un gabinete de gobierno de su país y en Latinoamérica.